# Уэлен
Уэле́н (чук. Увэлен, чапл. Улыӄ, наукан. Олыӄ) — село в Чукотском районе Чукотского автономного округа. С 1958 года является самым восточным обжитым населённым пунктом России и Евразии. Образует сельское поселение Уэлен.
Население — 673 чел. (2023).

## Этимология
Современное название села, вероятно, происходит от чукотского слова Увэлен, означающего «чёрная проталина» или «чёрная земля». Уэлен находится у подножия сопки, на склоне которой есть чёрные бугры, которые хорошо видны в любое время года и в прошлом служили ориентиром путникам, следующим сюда.
Согласно другой версии, название села связано с именем силача по имени Увэлельын (в переводе с чукотского — «грязнуля»). Как гласит чукотская легенда, Увэлельын в детстве, будучи сиротой, ходил в рваной одежде, за что его часто обижали соседи. Впоследствии повзрослевшего силача, который начал мстить своим прошлым обидчикам, было решено убить. Чтобы подобная история больше не повторилась, местные жители решили затем оказывать помощь беднякам и общими усилиями воспитывать сирот. Так за поселением постепенно закрепилось название, в основе которого лежало имя Увэлельына.
Название Улыӄ происходит от слова чапл. улыӄ «место, затопляемое водой».

## География
Село расположено в восточной части Чукотского полуострова, в непосредственной близости от мыса Дежнёва — самой восточной точки Евразии. Находится в северной части лагуны Уэлен — лагуны длиной 15 на 3 км, отделённой от вод Чукотского моря галечной косой Уэлен, вдоль которой и вытянулось село. Полоса суши от мыса Лялёра (Восточно-Сибирское море) до Сердце-Камня и «районов лагун Инчоун и Уэлен представляют собой типичный лагунный берег, отчленённый от моря галечными и песчано-галечными надводными барами, прорезанными в отдельных местах узкими протоками, которые соединяют лагуны с морем» (В. И. Соломатин, Л. А. Жигарев, В. А. Совершаев, 1998).
Высота над уровнем моря — 3 метра. Рядом находится скалистый обрыв высотой около 100 метров. Расстояние до Уэлена из районного центра, села Лаврентия, составляет около 140 км по суше. На середине пути между Лаврентия и Уэленом расположено озеро Коолень. В 6 км южнее села находятся горячие Дежнёвские источники. По пути из Уэлена и Наукана в Лаврентия и Нунямо люди делали остановку на мысе Леймин, где набирали снег.

## Климат
Климат — тундровый, температура летом (июль—август) — около +7 °C, среднегодовая температура — −6,9 °C.
| Показатель                    | Янв.  | Фев.  | Март  | Апр.  | Май  | Июнь | Июль | Авг. | Сен. | Окт. | Нояб. | Дек.  | Год   |
| ----------------------------- | ----- | ----- | ----- | ----- | ---- | ---- | ---- | ---- | ---- | ---- | ----- | ----- | ----- |
| Абсолютный максимум, °C       | 6,1   | 5,6   | 3,9   | 8,9   | 10,8 | 22,1 | 25,0 | 22,0 | 16,3 | 10,3 | 9,0   | 10,0  | 25,0  |
| Средний суточный максимум, °C | −17,4 | −17,3 | −16,2 | −9,5  | −0,8 | 5,4  | 10,1 | 9,1  | 5,3  | 0,3  | −5,2  | −12,8 | −4,1  |
| Средняя температура, °C       | −20,5 | −20,7 | −19,7 | −13   | −3,1 | 2,6  | 6,7  | 6,5  | 3,5  | −1,4 | −7,8  | −15,6 | −6,9  |
| Средний суточный минимум, °C  | −23,7 | −24   | −23   | −16,4 | −5,3 | 0,5  | 4,3  | 4,4  | 1,9  | −3,3 | −10,5 | −18,7 | −9,5  |
| Абсолютный минимум, °C        | −44,1 | −43,2 | −43,6 | −36,1 | −25  | −10  | −1,5 | −2,2 | −7,8 | −22  | −34   | −41,1 | −44,1 |
| Норма осадков, мм             | 21    | 20    | 13    | 17    | 18   | 16   | 32   | 47   | 43   | 39   | 28    | 23    | 316   |
| Источник: Климат Уэлена       |       |       |       |       |      |      |      |      |      |      |       |       |       |

## Флора и фауна
Растительный мир скуден, состоит из подгольцовых кустарников.
Фауна в районе села разнообразна. В морской акватории обитают крупные млекопитающие — серые и гренландские киты, лахтак, а также рыба — лососёвые, сайка, камбала, бычок, дальневосточная навага. На побережье водятся — белый медведь, волк, песец, росомаха, лисица, заяц-беляк. Орнитофауна представлена такими птицами, как кайра, белая сова, белая куропатка, кречет, ворон.

## История
Согласно археологическим раскопкам, территория современного Уэлена в прошлом была заселена эскимосами, однако в конце XVII — начале XVIII веков они были постепенно вытеснены чукчами.
На европейские карты Уэлен впервые был нанесён в 1792 году во время экспедиции Биллингса-Сарычева.
В августе 1910 года в Уэлен прибыла и неделю простояла Гидрографическая экспедиция Северного Ледовитого океана, одним из руководителей которой был Александр Васильевич Колчак.
В 1912 году управление Чукотским уездом в составе Камчатской области, созданной в 1909 году, было переведено из бухты Провидения в село Уэлен. В 1910-х годах Уэлен стал не только административным, но и торговым и культурным центром Чукотского полуострова: частыми гостями поселения были русские и американские китобойные суда, здесь же располагался продовольственный склад американского предпринимателя Свенсона. В 1920-х годах в Уэлене был создан один из первых на Чукотке торговых кооперативов.
Первая школа в селе была открыта в 1916 году.
В октябре 1927 года при школе в посёлке организован пионерский отряд. 2 декабря 1928 года — уэленская комсомольская организация.
20 октября 1940 года было принято решение о переносе районного центра из Уэлена в село Лаврентия, куда первые районные учреждения были переведены уже в 1942 году.
В 1958 году в село была переселена часть эскимосов, проживавших в посёлке Наукан, находившемся на мысе Дежнёва — у самого узкого места Берингова пролива.

## Население
| 1931 | 1939 | 2002 | 2009 | 2010 | 2011 | 2012 |
| ---- | ---- | ---- | ---- | ---- | ---- | ---- |
| 255  | ↗500 | ↗678 | ↗740 | ↘720 | ↘718 | ↘712 |
| 2013 | 2014 | 2015 | 2016 | 2017 | 2018 | 2020 |
| →712 | ↘697 | ↘670 | ↘651 | ↘632 | ↘619 | ↘606 |
| 2021 | 2023 |      |      |      |      |      |
| ↗685 | ↘673 |      |      |      |      |      |

## Экономика и социальная инфраструктура
Основное занятие жителей — рыболовство, морзверобойный промысел. В селе находится 4-е отделение муниципального сельскохозяйственного предприятия «Заполярье».
Действуют школа-интернат, детский сад «Снежинка», участковая больница, отделение электросвязи, почта, дом культуры, метеостанция. Мобильная телефонная связь в Уэлене появилась в конце 2011 года.
Общая площадь жилищного фонда села в 2009 году составила 6130 м².
Село известно изделиями чукотского народного промысла (Уэленская косторезная мастерская, открытая в 1931 году, стала первой в своём роде на Чукотке).

## Археология
В непосредственной близости от Уэлена расположен ряд памятников археологии:
- Уэленский могильник;
- Покинутое поселение Дежнёво;
- Древнеэскимосский могильник Эквен (район мыса Верблюжий);
- Заброшенный эскимосский посёлок Наукан — древнейшее и самое многолюдное в прошлом эскимосское поселение на Чукотском побережье.

### Палеогенетика
У образцов I1525 (1970—1590 л. н., женщина) и I1524 (1180—830 л. н., мужчина) из Уэлена определены митохондриальная гаплогруппа A2a и Y-хромосомная гаплогруппа Q1a2a1a1.

## Русская православная церковь
В конце 2002 года в селе была построена православная часовня Воскресения Христова в честь памяти русских первопроходцев. Деревянный сруб часовни был принят в дар от жителей Омской области и смонтирован за 2 месяца. Первоначально сооружение планировалось установить на побережье Берингова пролива неподалёку от памятника Семёну Дежневу, но из-за близости к особо почитаемой коренными жителями территории Могилы матери всех чукоч, часовню было решено перенести непосредственно в Уэлен.

## Люди, связанные с селом
В посёлке родился известный писатель Юрий Сергеевич Рытхэу.
В 1920 году родился американский столяр Джеймс Кренов.
В 1960-х годах путешествие в посёлок совершил эстонский писатель, будущий президент Эстонии (1992—2001), Леннарт Мери, написавший об этом книгу «Мост в белое безмолвие».
В 1960-х годах в посёлке жил и преподавал в местной школе писатель Борис Александрович Василевский, Уэлену посвящены многие его публицистические и художественные произведения.